# Xuan’en (Enshi)
Xuan’en (chiń. upr. 宣恩县; chiń. trad. 宣恩縣; pinyin Xuān’ēn Xiàn) – powiat w południowej części prefektury autonomicznej Enshi w prowincji Hubei w Chińskiej Republice Ludowej. Liczba mieszkańców powiatu, w 2010 roku wynosiła 310368.